# Definição de planeta

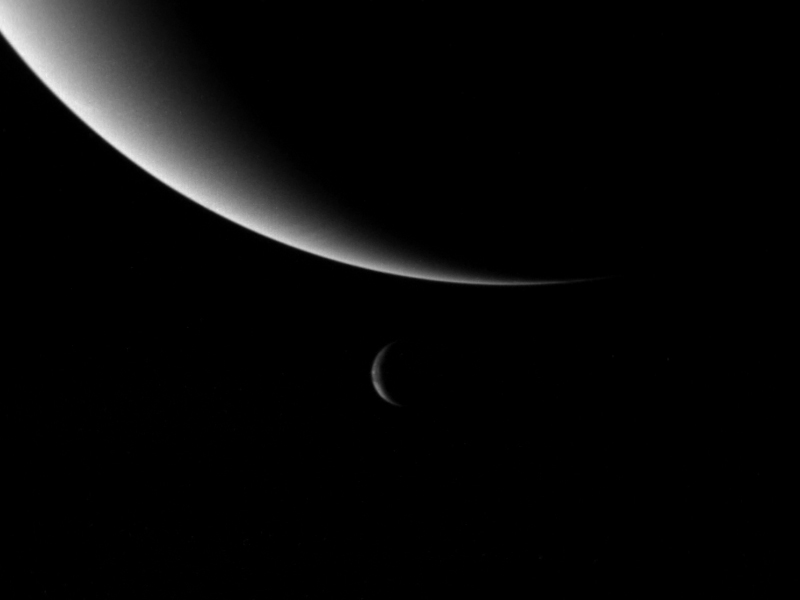
Fotografia do planeta Netuno e sua lua Tritão, feita pela Voyager 2.

A  definição de "planeta"  tem sido durante algum tempo assunto de intenso debate. Apesar do termo existir há milhares de anos, antes de 24 de Agosto de 2006, não existia nenhuma definição cientificamente aceita. Até o começo da década de 1990, havia pouca necessidade por uma definição, já que os astrônomos tinham apenas uma única amostra dentro do sistema solar para trabalhar, e a amostra era bastante pequena para que suas várias irregularidades fossem tratadas individualmente.
Porém, depois de 1992 e da descoberta da miríade de pequenos mundos além da órbita de Neptuno, o tamanho da amostra aumentou de nove a pelo menos várias dúzias. Seguindo a descoberta adicional do primeiro Planeta extrassolar além de nosso sistema solar em 1995, o número de amostras chega a centenas. Agora estas descobertas novas não só aumentaram o número de planetas potenciais, mas, em sua variedade e peculiaridade (alguns grandes o bastante para serem estrelas, outros menores que a nossa Lua) desafiou a noção há muito tempo recebida do que seria um planeta.
A questão de uma definição clara de planeta chegou a um ponto crucial em 2005 com a descoberta do objeto transneptuniano 2003 UB313 (Éris), um corpo maior que o menor planeta até então: Plutão. Em resposta, a União Astronômica Internacional, ou IAU, que é reconhecida internacionalmente por astrônomos como o corpo responsável para solucionar assuntos de nomenclatura astronômica, deu sua decisão final sobre o assunto. Segundo a definição da IAU, um planeta é um corpo que orbita uma estrela, é grande o suficiente para que sua própria gravidade a deixe com forma redonda, e tenha limpado a sua vizinhança de objetos menores em sua órbita, o que pode ser conseguido por corpos que consigam superar os 4000 km de diâmetro aproximadamente.
Esses objetos que orbitam o Sol e são redondos por sua própria gravidade e contudo não possuem sua vizinhança limpa são denominados planetas anões. Desde que essa definição incluiu Plutão, o número oficial de "planetas clássicos " caiu do tradicional nove para oito.

## História

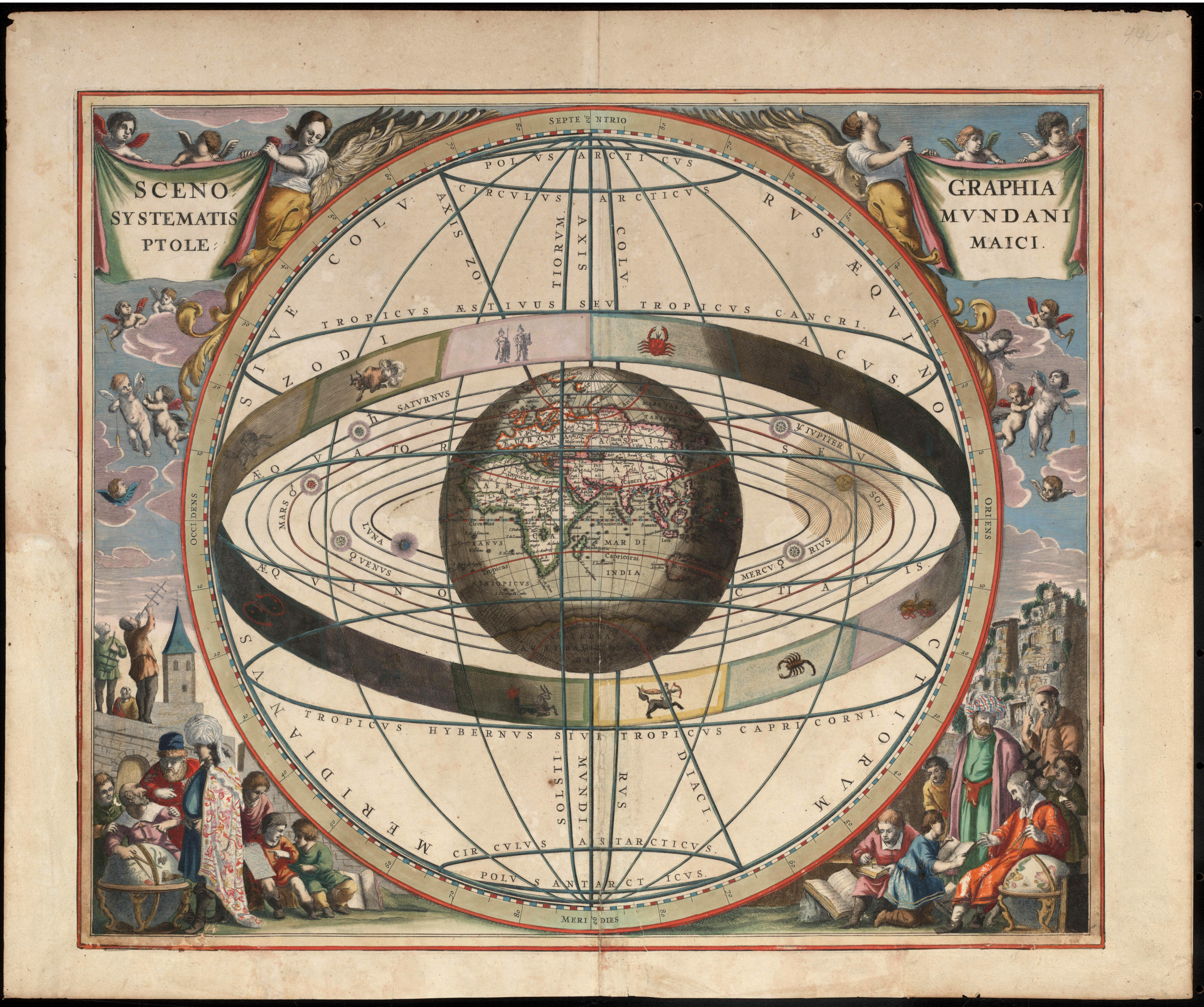
Os planetas como entendido antes da aceitação do modelo heliocêntrico.

Ao longo de sua história, a palavra "planeta" significou muitas coisas, algumas delas contraditórias. Quando originalmente cunhada pelos gregos antigos, um planeta era qualquer objeto que parecesse vagar contra o campo de estrelas fixas que compunham o céu noturno (asteres planetai "estrelas vagantes"). Isto não só incluía os cinco "planetas clássicos", quer dizer, Mercúrio, Vênus, Marte, Júpiter e Saturno, mas também o Sol e a Lua (os "sete objetos divinos"). Esta definição ainda é usada na astrologia. Porém, uma distinção era feita ocasionalmente na terminologia; os "cinco planetas" (excluindo o Sol e a Lua) referia-se  lado aos dos "sete planetas" (inclusive o Sol e a Lua), de forma que o termo "planeta", até mesmo nesta fase inicial, tinha adquirido ambiguidade.
Posteriormente, quando o modelo heliocêntrico foi aceito ao invés do geocêntrico, a Terra foi colocada entre o número de planetas e o Sol foi retirado, e depois que Galileu descobriu seus quatro satélites de Júpiter, a Lua também foi eventualmente reclassificada. Porém, os satélites de Galileu de Júpiter (em 1610), o satélite de Saturno Titã em 1659, e Iapetus e Reia em 1673 foram descritos inicialmente como "planetas" e não como "luas"; a palavra "lua" naquele tempo apenas referenciava a Lua terrestre.
Em 1781, o astrônomo William Herschel procurava no céu estrelas binárias quando observou o que ele chamou de cometa na constelação de Taurus. Que aquele objeto estranho simplesmente poderia ser um planeta não lhe ocorreu; os cinco planetas além de Terra tinham sido parte da concepção de humanidade do universo desde a Antiguidade. Porém, distinto de um cometa, a órbita do objeto que ele encontrou era quase circular e dentro do plano elíptico. Consequentemente foi reconhecido como o sétimo planeta e foi nomeado de Urano.
A irregularidade induzida gravitacionalmente na órbita observada de Urano conduziu consequentemente à descoberta de Neptuno em 1846 e a irregularidade percebida na órbita de Neptuno levou à pesquisa que enfim localizou Plutão em 1930. Descobriu-se depois que a massa de Plutão era demasiado pequena para causar aquela irregularidade.

### Planetas menores
Um dos resultados inesperados da descoberta de Urano foi que ela pareceu validar a lei de Bode, uma função matemática relacionada ao semi-eixo maior das órbitas planetárias. Os astrônomos consideravam que essa lei era apenas uma coincidência, mas Urano situava-se quase à distância exata prevista por ela. Uma vez que a Lei de Bode também previa a existência de um corpo entre Marte e Júpiter, que até então não tinha sido observado, os astrônomos voltaram sua atenção àquela região, na esperança de encontrar esse objeto. Finalmente, em 1801, foi encontrado Ceres nessa região. O objeto foi saudado como um novo planeta.
Então, em 1802, Heinrich Olbers descobriu Pallas, um segundo "planeta" a aproximadamente à mesma distância do Sol que Ceres. A ideia de que dois "planetas" pudessem ocupar a mesma órbita foi uma afronta ao pensamento milenar. Alguns anos depois, outro corpo celeste, Juno, foi descoberto em uma órbita semelhante. Nas décadas seguintes, vários outros foram descobertos, todos com aproximadamente a mesma distância orbital.
William Herschel sugeriu que esses objetos recebessem a denominação de asteroides, (significando "na forma de estrela" desde que eles fossem demasiadamente pequenos), embora a maior parte de astrônomos preferissem tratá-los como planetas. Os manuais de ciência em 1828, depois da morte de Herschel, ainda enumeravam os asteroides entre os planetas. Antes de 1851, o número de asteroides tinha aumentado para 15 e foi então adotado um novo método para classificá-los, acrescentando um número antes dos seus nomes. Por volta de 1860, os observatórios na Europa e os Estados Unidos começaram a denominá-los planetas menores ou pequenos planetas, embora isso fizesse com que os quatro primeiros asteroides também fossem incluídos nessa categoria.

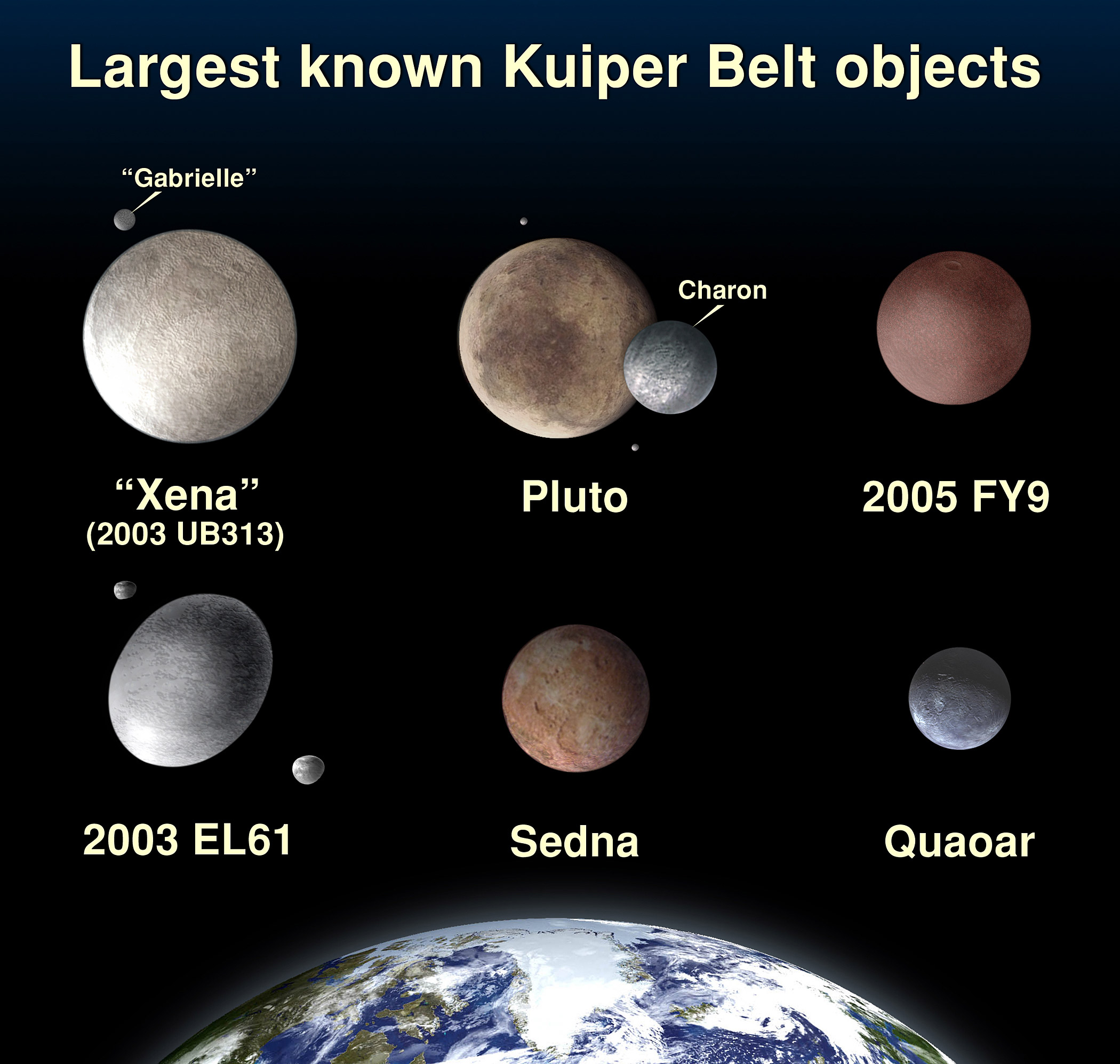
Os tamanhos relativos dos maiores objetos do cinturão de Kuiper comparando com a Terra.

O longo percurso entre a nomeação de planeta até a reconsideração sofrida por Ceres é espelhada na história de Plutão, que foi nomeado um planeta logo após a sua descoberta em 1930. Plutão era uma anomalia: um astro muito pequeno, frio em uma região de gigantes gasosos com uma órbita que o levava acima do plano eclíptico e até mesmo dentro da órbita de Netuno. Porém, ele era, até aquela época, único. Então, no início de 1992, os astrônomos começaram a descobrir grande números de corpos frios além da órbita do Netuno que eram semelhantes em composição e tamanho a Plutão. Eles concluíram que tinham descoberto o Cinturão de Kuiper (às vezes chamado de Cinturão de Edgeworth-Kuiper) há muito tempo pressuposto, uma região de detritos frios que é fonte de cometas de "curto período" - aqueles, como Halley, com períodos orbitais de até 200 anos.
A órbita de Plutão põe-se bem no meio desta região e por isso o seu estatuto de planeta foi colocado em dúvida; o precedente estabelecido por Ceres no declive de um objeto na posição de planeta por causa de uma órbita compartilhada levou muitos a concluir que Plutão deveria ser reclassificado como um asteroide também. Mike Brown do Instituto de Tecnologia da Califórnia sugeriu que "um planeta" deva ser redefinido como "qualquer corpo no sistema solar que é mais maciço do que a massa total de todos de outros corpos em uma órbita semelhante". Os oito planetas por cima daquele limite de massa deveriam ser referenciados como "planetas principais". Houve tumulto na perspectiva do "rebaixamento de carreira profissional" de Plutão, e, em 1999, a União Astronômica Internacional esclareceu que não iria propor mudança no status de Plutão como planeta.
A descoberta de vários outros objetos transneptuniano com tamanhos próximos ao de Plutão, como 50000 Quaoar e 90377 Sedna, continuaram a enfraquecer os argumentos de que Plutão era diferente do resto da população Transneptuniana. Em 28 de Julho de 2005, Mike Brown e sua equipe anunciaram a descoberta de um objeto que confirmou ser maior que Plutão, nomeado 2003 UB313.
Embora seus descobridores (e muitas das notícias da mídia) imediatamente se referissem a ele como o décimo planeta, sua designação oficial na altura identificava-o como um asteroide — a designação provisória 2003 UB313 referia-se a sua classificação oficial no arquivo de asteroides como o 7827º objeto identificado em observações feitas na segunda metade de Outubro de 2003. Devido à polémica que a sua descoberta originou este planeta anão foi denominado Éris, o nome da deusa grega da discórdia.